# Jung So-min
Jung So-min (em coreano: 정소민), nome artístico de Kim Yoon-ji (em coreano: 김윤지; Seul, 16 de março de 1989), é uma atriz e modelo sul-coreana.

## Carreira
Jung iniciou sua carreira de atriz em 2010, na série de televisão intitulada Bad Guy.  Por sua atuação, conseguiu ser escalada para o elenco de Playful Kiss, uma adaptação coreana da popular série de mangá Itazura na Kiss. Em 2011, ela deu uma pausa em sua carreira, para se dedicar aos estudos na Universidade Nacional de Artes da Coreia. Após esse hiatus, ela retornou em 2012, como parte do elenco do seriado Standby e, ainda nesse ano, participou da série Can We Get Married?.
Jung saiu da agência de talentos Bloom Entertainment em 2013 para assinar com a S.M. C&C. Mais tarde, ela protagonizou o mini drama You Came to me and Became a Star. Em 2014, Jung interpreta uma herdeira egocêntrico em Big Man. Logo em seguida, protagonizou o filme de terror e romance Alice.
Em dezembro de 2016, ela protagonizou The Sound of Your Heart junto a Lee Kwang-soo. O web drama foi um sucesso na China e teve mais de 100 milhões de visualizações no Sohu. Em 2017, Jung estrelou o drama de fim de semana da KBS My Father is Strange. No mesmo ano, estrelou na comédia Daddy You, Daughter Me ao lado do ator veterano Yoon Je-moon.
Jung deixou a agência S.M. Culture & Contents em junho de 2017 e assinou com a Jellyfish Entertainment. Em agosto, Jung confirmou sua participação na série de comédia romântica Because This is My First Life junto com Lee Min-ki.

## Vida pessoal
Em janeiro de 2018, foi confirmado por suas respectivas agências que Jung e Lee Joon, que estrelaram o drama My Father is Strange, estavam namorando desde outubro de 2017.

## Filmografia
| Ano  | Título                           | Papel                         | Observação   |  |
| ---- | -------------------------------- | ----------------------------- | ------------ |  |
| 2010 | Bad Guy                          | Hong Mo-ne                    |              |  |
| 2010 | Playful Kiss                     | Oh Ha-ni                      |              |  |
| 2012 | Standby                          | Jung So-min                   |              |  |
| 2012 | Can We Get Married?              | Hye-yoon                      |              |  |
| 2013 | You Came to me and Became a Star | Ha Jin                        |              |  |
| 2014 | Miss Korea                       | Frentista (ep. 20)            |              |  |
| 2014 | Big Man                          | Kang Jin-ah                   |              |  |
| 2015 | D-Day                            | Jung Ddol-mi                  |              |  |
| 2016 | Red Teacher                      | Jang Soon-deok                |              |  |
| 2016 | The Sound of Your Heart          | Choi Sang-bong / Ae-bong      |              |  |
| 2017 | My Father Is Strange             | Byun Mi-young                 |              |  |
| 2017 | Because This is My First Life    | Yoon Ji-ho                    |              |  |
| 2018 | The Smile Has Left Your Eyes     | Yoo Jin-kang                  |              |  |
| 2019 | Abyss                            | Female Alien "Grim Reaper"    | Part. Ep. 1  |  |
| 2019 | Be Melodramatic                  | Seon-joo                      | Part. EP. 16 |  |
| 2020 | Soul Mechanic                    | Han Woo-joo                   |              |  |
| 2021 | My Roommate Is a Gumiho          | Shin Woo-yeo's first love     |              |  |
| 2021 | Monthly Magazine Home            | Na Young-won                  |              |  |
| 2022 | Alchemy of Souls                 | Mu-deok / Jin Bu-yeon / Naksu | Part 1       |  |
| 2024 | "Love Next Door"                 | Baek Seok-ryu                 |              |  |

| Ano  | Título                 | -                 |
| ---- | ---------------------- | ----------------- |
| 2015 | Alice                  | Hye-joong         |
| 2015 | Twenty                 | So-min            |
| 2017 | Daddy You, Daughter Me | Won Do-yeon       |
| 2018 | Golden Slumber         | Aparição especial |

| Ano  | Título            | Artista              | Coadjuvante |
| ---- | ----------------- | -------------------- | ----------- |
| 2008 | "No Regrets"      | Noblesse feat. Beige |             |
| 2008 | "I Had a Bad Day" | Old Fish             | Lee Je-hoon |
| 2010 | "Take"            | Seo In-guk           | So Ji-sub   |

| Ano  | Título      | Papel     | Notas   |
| ---- | ----------- | --------- | ------- |
| 2015 | Running Man | Ela mesma | Ep. 237 |

## Discografia

### Singles
| Ano  | Título / faixa        | Álbum                             | Notas      | Ref.   |
| ---- | --------------------- | --------------------------------- | ---------- | ------ |
| 2017 | "Because You're Here" | Because This Is My First Life OST | OST Part 9 | [ 21 ] |